# Paravilla consul
Paravilla consul är en tvåvingeart som först beskrevs av Osten Sacken 1886.  Paravilla consul ingår i släktet Paravilla och familjen svävflugor. Inga underarter finns listade i Catalogue of Life.